# سانخينخو
بلدية سانخينخو (بالإسبانية: Sangenjo) هي بلدية تقع في مقاطعة بونتيفيدرا التابعة لمنطقة غاليسيا شمال غرب إسبانيا.

## الديموغرافيا
يبلغ عدد سكان بلدية سانخينخو 17.586 نسمة عام 2011 (وفقاً للمعهد الوطني للإحصاء الإسباني).
| 16.034 | 16.022 | 16.222 | 16.598 | 17.077 | 17.315 | 17.586 |

## معرض صور

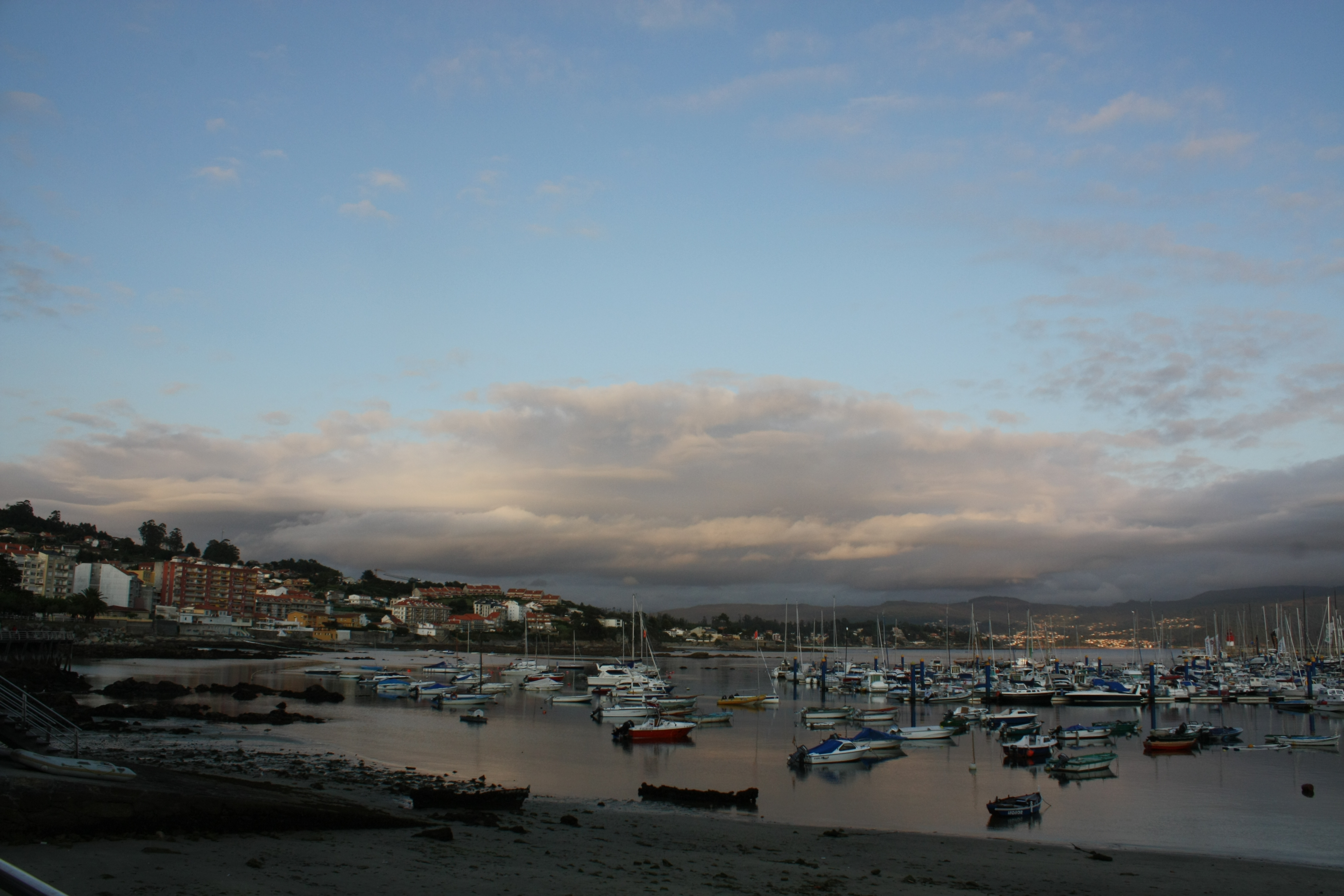
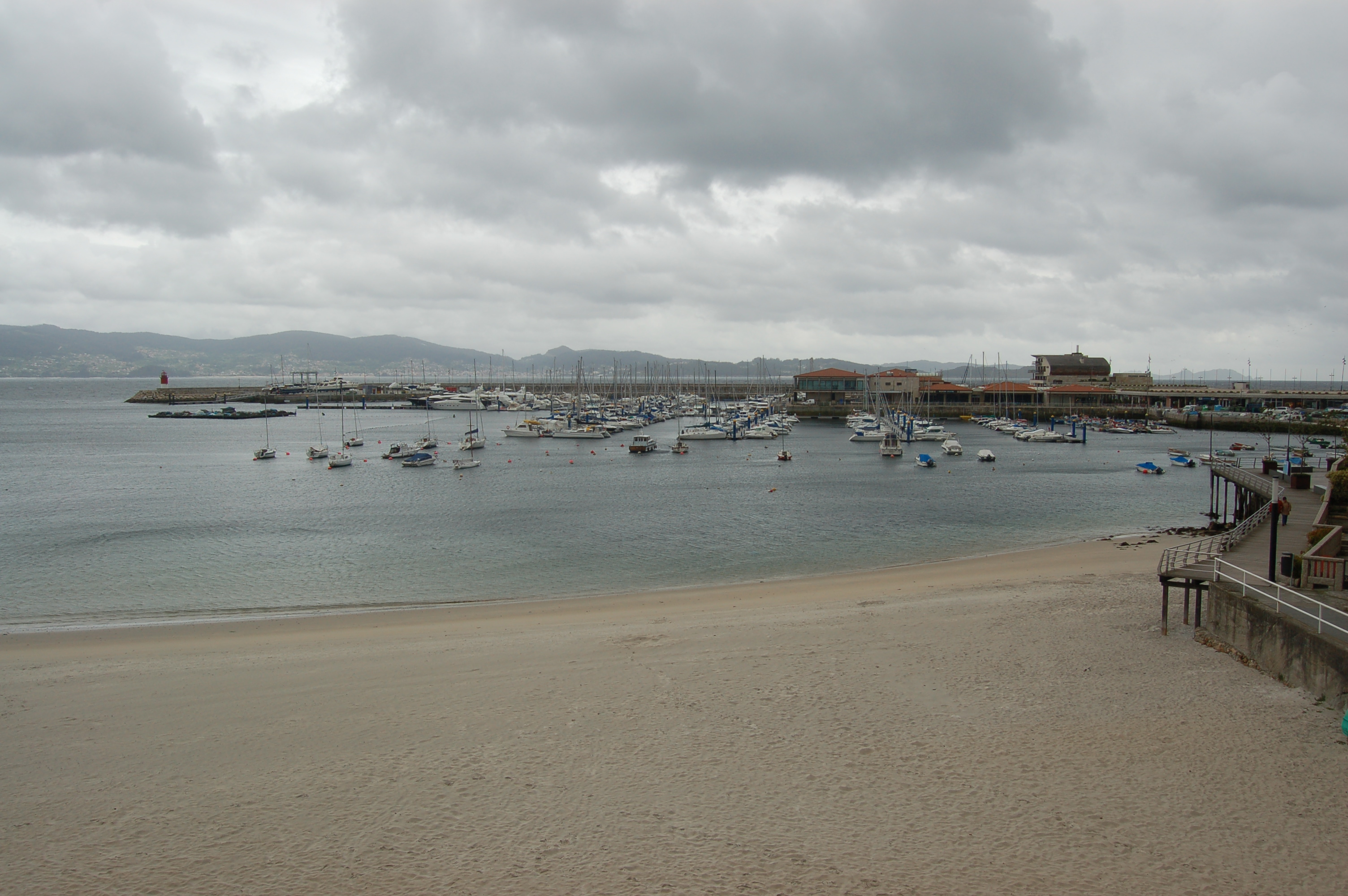
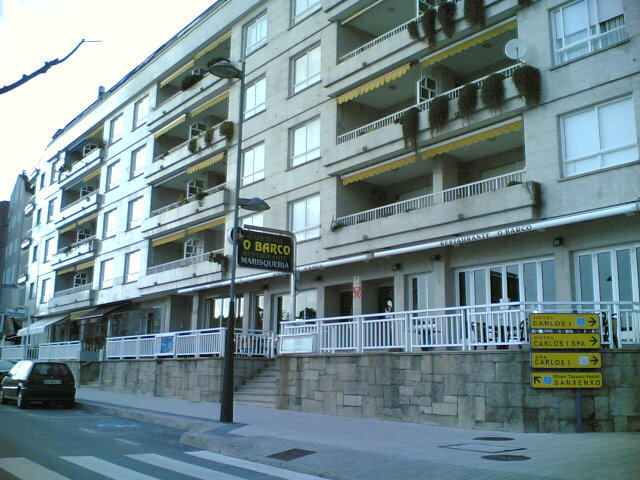
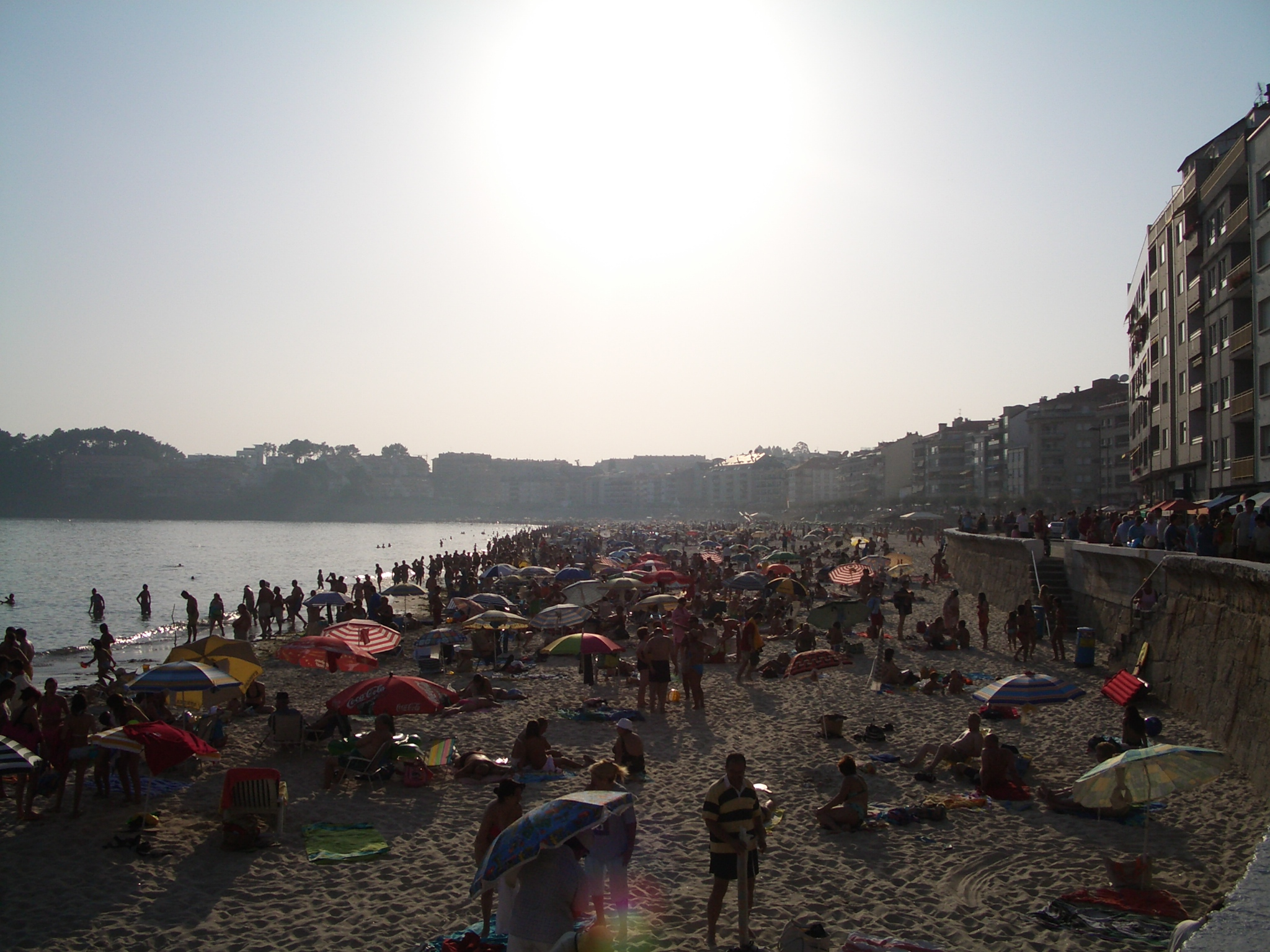